# ماكيدونسكي برود
برود (Брод) هي مدينة في مقاطعة برود في جمهورية مقدونيا.